# Барт-Чишинский, Якуб
Якуб Барт-Чишинский (настоящие имя и фамилия — Якуб Барт; в.-луж. Jakub Bart-Ćišinski; 20 августа 1856, Паншвиц-Кукау — 16 октября 1909, там же) — лужицкий писатель, поэт, драматург, переводчик, редактор, римско-католический священник. Один из основоположников реалистической литературы лужицких сербов.

## Биография
В поэме «Жених» (1876, опубл. в 1926), стихах (сборники «Книга сонетов», 1884, «Формы», 1888), впитавших образы народной поэзии, утверждал реалистическое направление в лужицкой литературе. Кроме того, автор многих сонетов, баллад, лирических стихов.
Национально-патриотическая проблематика поднята им в романе «Патриот и ренегат» (1878—1879). Его искусство воспевает красоту своей родины, наполнено патриотическими чувствами.
Якуб Барт-Чишинский заложил основы лужицкой драмы и театра (трагедия «В крепости», 1880).
Литературный псевдоним — Чишинский.
Переводил на верхнелужицкий язык произведения чешской, итальянской, польской и немецкой литературы.

## Избранные произведения
- Moje serbske wuznaće
- Narodowc a wotrodźenc (1879)
- Na hrodźišću (1880)
- Slubowanje ze zadźěwkami (1881)
- Słowjanam (1884)
- Kniha sonetow (1884)
- Formy (1888)

## Память
- Его именем названа школа в Паншвиц-Кукау, в которой изучают верхнелужицкий язык.
- Его именем названа литературная премия, которая в прошлом была государственной премией ГДР, в настоящее время присуждается Фондом сербского народа.